# V2659 Cygni
Nova
V2659 Cygni (en abrégé V2659 Cyg), aussi connue comme Nova Cygni 2014 et PNV J20214234+3103296, est une nova intervenue en 2014 dans la constellation du Cygne.